# ORP Sokół (1955)
ORP Sokół – polski okręt podwodny projektu 613 kupiony przez Polskę w Związku Socjalistycznych Republik Radzieckich. Polski numer burtowy 293.

## Historia
Prace przy budowie kolejnej jednostki projektu 613 przeznaczonej dla radzieckiej marynarki wojennej i noszącej oznaczenie „S-278” rozpoczęły się 9 grudnia 1954 roku w stoczni Krasnoje Sormowo w Gorkim. Wodowanie miało miejsce 19 kwietnia 1955 roku. 12 listopada 1955 roku okręt wszedł w skład radzieckiej marynarki wojennej.
W październiku 1964 roku okręt wszedł do służby w polskiej marynarce wojennej i otrzymał nazwę ORP „Sokół”. Okręt otrzymał numer boczny „293”, jednostka weszła w skład 1. Brygady Okrętów Podwodnych.
W latach 1965–1970 okręt brał udział w licznych rejsach operacyjno-szkoleniowych w rejonie Morza Północnego i wschodniego Atlantyku. 1 sierpnia 1969 roku okręt zanurzył się w rejonie Głębi Gotlandzkiej na głębokość 180 metrów. W czerwcu 1975 roku okręt wziął udział w ćwiczeniach o kryptonimie Posejdon-75.
W kolejnych latach okręt uczestniczył w wielu ćwiczeniach w ramach sił Układu Warszawskiego, głównie w rejonie Morza Bałtyckiego. 
Sześciokrotnie – w latach 1967, 1969, 1973, 1974, 1978 i 1986 okręt zdobywał tytuł najlepszego okrętu Marynarki Wojennej.
W marcu 1982 roku okręt uczestniczył w ćwiczeniach ZOP wspólnie z Volksmarine.
W 1987 roku okręt przeklasyfikowano na jednostkę szkolną, a 12 grudnia tego roku, po 23 latach służby, został wycofany ze służby. Okręt złomowano w Stoczni Marynarki Wojennej w roku 1989.

## Dowódcy
| Dowódca                       | Okres obowiązywania     |
| ----------------------------- | ----------------------- |
| kpt. mar. Władysław Janeczek  | 11.04.1964 – 21.03.1966 |
| kmdr ppor. Zdzisław Głowienka | 22.03.1966 – 06.11.1968 |
| kmdr ppor. Marian Spera       | 07.11.1968 – 15.09.1970 |
| kmdr ppor. Józef Wołczyński   | 21.07.1970 – 06.06.1975 |
| kpt. mar. Stanisław Stasik    | 06.06.1975 – 31.03.1980 |
| kpt. mar. Włodzimierz Podumis | 01.04.1980 – 27.06.1985 |
| kpt. mar. Ryszard Jamro       | 27.06.1985 – 15.12.1987 |